# ITunes Live from São Paulo
iTunes Live from São Paulo (Português: iTunes Ao Vivo em São Paulo) é o primeiro EP da cantora brasileira de MPB Marisa Monte. Foi lançado em 16 de dezembro 2011 somente no formato de download digital.

## Informações
O EP tem as participações de Gustavo Santaolalla, Julieta Venegas, Arnaldo Antunes e Carlinhos Brown. Em 18 de dezembro de 2012 o extended play ganhou uma reedição com acréscimo das canções "A Primeira Pedra" (com participação de Gustavo Santaolalla) e "Velha Infância" (com as participações de Arnaldo Antunes e Carlinhos Brown), e a remoção da canção "O Que Você Quer Saber de Verdade" na lista de faixas. A reedição ganhou uma versão deluxe em 25 de janeiro de 2013 com vídeos inéditos das canções "Ilusão (Ilusión)", "A Primeira Pedra", "Depois", "Carnavália" e "Velha Infância".

## Lista de faixas
| iTunes Live from São Paulo – Edição padrão |                                                             |                                              |         |  |
| N.º                                        | Título                                                      | Compositor(es)                               | Duração |  |
| 1.                                         | "O Que Você Quer Saber de Verdade"                          | Carlinhos Brown Marisa Monte Arnaldo Antunes | 2:57    |  |
| 2.                                         | "Depois"                                                    | Brown Monte Antunes                          | 2:52    |  |
| 3.                                         | "Ilusão (Ilusión)" (participação especial: Julieta Venegas) | Julieta Venegas Monte                        | 4:01    |  |
| 4.                                         | "Ainda Bem" (part. Gustavo Santaolalla)                     | Monte Antunes                                | 3:44    |  |
| 5.                                         | "Carnavália" (part. Arnaldo Antunes e Carlinhos Brown)      | Brown Monte Antunes                          | 4:35    |  |

### Reedição
| iTunes Live from São Paulo – Reedição de 2012 |                                                            |                                            |         |  |
| N.º                                           | Título                                                     | Compositor(es)                             | Duração |  |
| 1.                                            | "Depois"                                                   | Brown Monte Antunes                        | 2:52    |  |
| 2.                                            | "Carnavália" (part. Arnaldo Antunes e Carlinhos Brown)     | Brown Monte Antunes                        | 4:37    |  |
| 3.                                            | "Velha Infância" (part. Arnaldo Antunes e Carlinhos Brown) | Brown Monte Antunes Davi Moraes Pedro Baby | 4:47    |  |
| 4.                                            | "Ilusão (Ilusión)" (part. Julieta Venegas)                 | Venegas Monte                              | 4:01    |  |
| 5.                                            | "A Primeira Pedra" (part. Gustavo Santaolalla)             | Brown Monte Antunes                        | 3:35    |  |
| 6.                                            | "Ainda Bem" (part. Gustavo Santaolalla)                    | Monte Antunes                              | 3:44    |  |

| iTunes Live from São Paulo – Edição deluxe |                                                            |                                 |       |         |  |
| N.º                                        | Título                                                     | Compositor(es)                  | Tipo  | Duração |  |
| 7.                                         | "Ilusão (Ilusión)" (part. Julieta Venegas)                 | Venegas Monte                   | vídeo | 3:56    |  |
| 8.                                         | "A Primeira Pedra" (part. Gustavo Santaolalla)             | Brown Monte Antunes             | vídeo | 3:27    |  |
| 9.                                         | "Depois"                                                   | Brown Monte Antunes             | vídeo | 2:55    |  |
| 10.                                        | "Carnavália" (part. Arnaldo Antunes e Carlinhos Brown)     | Brown Monte Antunes             | vídeo | 4:37    |  |
| 11.                                        | "Velha Infância" (part. Arnaldo Antunes e Carlinhos Brown) | Brown Monte Antunes Moraes Baby | vídeo | 4:48    |  |

## Histórico de lançamento
| Região | Data                   | Formato(s)       | Edição        | Gravadora |
| ------ | ---------------------- | ---------------- | ------------- | --------- |
| Brasil | 16 de dezembro de 2011 | download digital | Edição padrão | EMI       |
| Brasil | 18 de dezembro de 2012 | download digital | Reedição      | EMI       |
| Brasil | 25 de janeiro de 2013  | download digital | Edição deluxe | EMI       |